# Tsikiritysångare
Tsikiritysångare (Nesillas typica) är en fågel i familjen rörsångare inom ordningen tättingar.

## Utseende och läte
Tsikiritysångaren är en medelstor brun tätting med en lång och spretig stjärt. Lätet har liknats vid en geigermätare. Den är mörkare brun än halvökensångaren och har mörkare läte. Jämfört med madagaskarrörsångaren har den mindre streckat bröst och ett vitt ögonbrynsstreck.

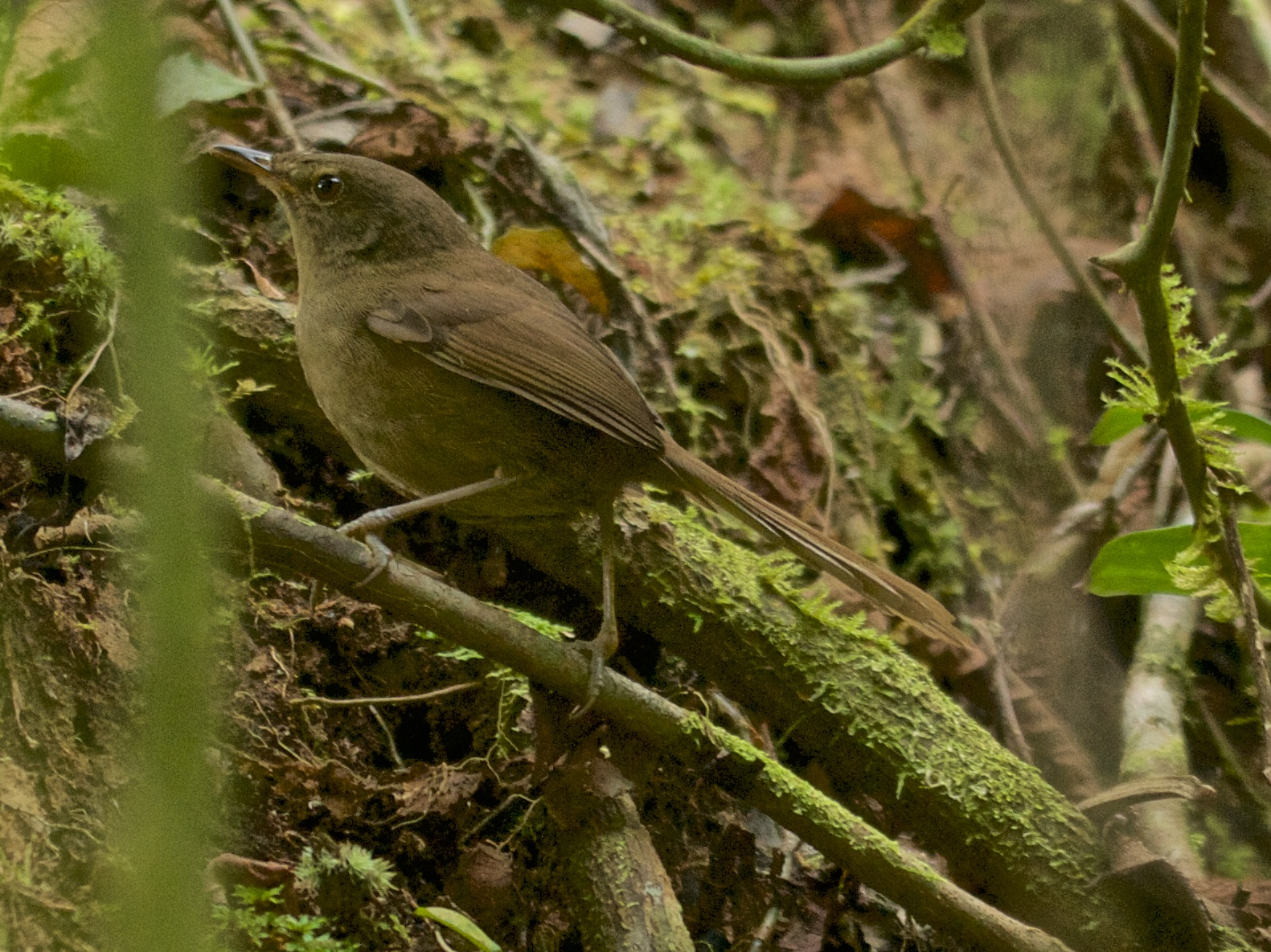

## Utbredning och systematik
Tsikiritysångaren förekommer dels på Madagaskar, dels på en ö i ögruppen Komorerna. Den delas in i fyra underarter med följande utbredning:
- Nesillas typica moheliensis – förekommer på ön Mohéli i Komorerna
- Nesillas typica obscura – förekommer på nordvästra Madagaskar
- Nesillas typica ellisii – förekommer på norra och nordöstra Madagaskar
- Nesillas typica typica – förekommer på centrala, södra och östra Madagaskar
- Nesillas typica longicaudata – förekommer på ön Anjouan

Underarten longicaudata kategoriserades tidigare som en egen art.

### Familjetillhörighet
Rörsångarna behandlades tidigare som en del av den stora familjen sångare (Sylviidae). Genetiska studier har dock visat att sångarna inte är varandras närmaste släktingar. Istället är de en del av en klad som även omfattar timalior, lärkor, bulbyler, stjärtmesar och svalor. Idag delas därför Sylviidae upp i ett flertal familjer, däribland Acrocephalidae.

## Levnadssätt
Tsikiritysångaren hittas en rad olika fuktiga skogsmiljöer, som regnskog, blöta buskmarker, plantage och trädgårdar. Den håller sig ofta dold i undervegetationen.

## Status
IUCN kategoriserar arten som livskraftig.